# Sebastian Mannström
Sebastian Mannström est un footballeur finlandais, né le 29 octobre 1988 à Kokkola en Finlande. Il évolue comme milieu gauche.

## Palmarès
HJK Helsinki
- Championnat de Finlande
  - Champion (4) : 2011, 2012, 2013 et 2014
- Coupe de Finlande
  - Vainqueur (1) : 2011